# Súng carbine

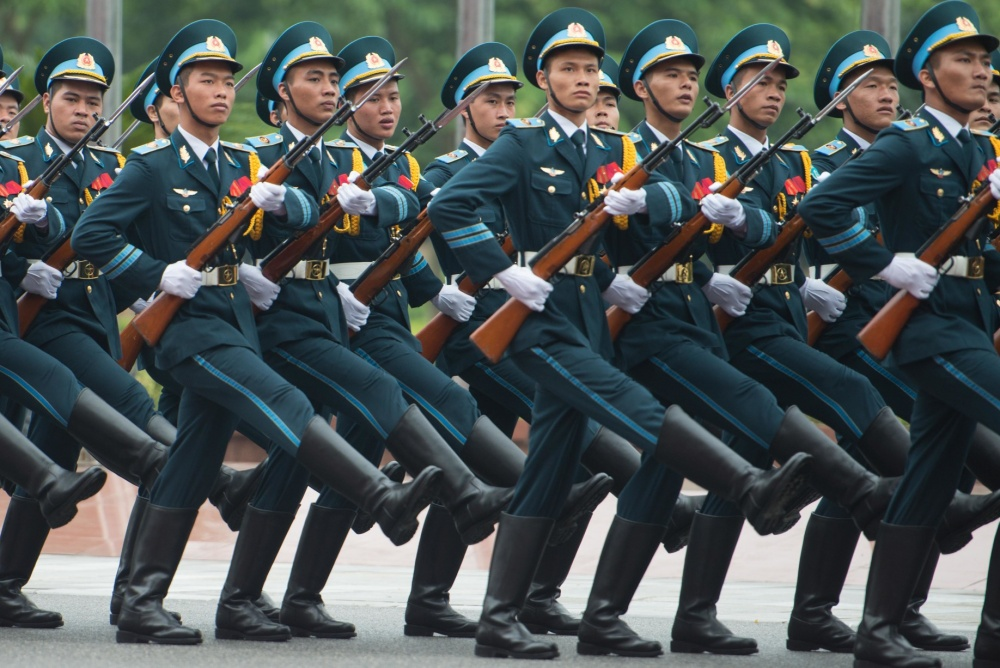
Các chiến sĩ Đội danh dự Quân đội nhân dân Việt Nam với khẩu CKC trong tay.

Súng carbine (xuất phát từ tiếng Pháp là carabine) là loại súng dài nhưng vẫn ngắn hơn súng trường. Nhiều loại súng carbine chỉ là biến thể rút ngắn của súng trường, dùng chung loại đạn với súng trường nhưng sơ tốc đạn thấp hơn do nòng súng ngắn bị rút ngắn lại. Cũng vì vậy mà súng carbine thường nhẹ hơn súng trường. Chính vì ngắn và nhẹ hơn súng trường, carbine được xem là tiện dụng hơn khi cận chiến trên đường phố, trong rừng rậm, hay khi mang trên xe. Nhược điểm của carbine so với súng trường là độ chính xác và hiệu lực khi bắn ở cự ly xa thấp hơn. So với súng tiểu liên, thì carbine lại không tiện dụng bằng khi sử dụng để cận chiến. Vì dùng cùng loại đạn với súng trường, nên việc cấp đạn cho carbine được xem là dễ dàng.

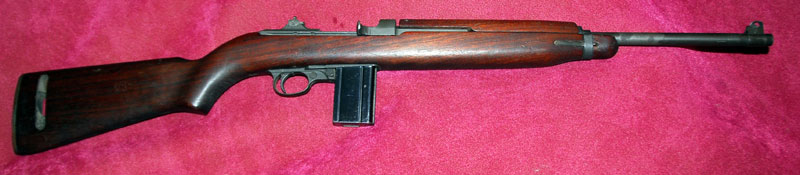
M1 Carbine

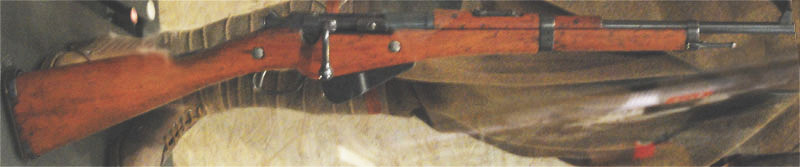
Mousqueton Berthier Mle 1892

Súng carbine thường được trang bị cho các lực lượng cơ động như lực lượng đặc biệt, trinh sát, nhảy dù, và một số binh chủng không phải bộ binh khác.

## Một số loại súng carbine

### Thế kỷ 19
- Karabiner 71 của Đức
- Mousqueton Lebel modèle 1887 của Pháp
- Mousqueton Berthier modèle 1892 của Pháp

### Hai cuộc chiến tranh thế giới
- Mosin-Nagant M1907 của Nga
- Kiểu 44 của Nhật Bản
- Karabiner 98k của Đức
- Mosin-Nagant M1938 của Liên Xô
- Súng M1 Carbine, M2 Carbine và M3 Carbine của Hoa Kỳ
- Mosin-Nagant M1944 (K44) của Liên Xô

### Sau chiến tranh thế giới thứ hai
- CKC của Liên Xô
- CEAM Modèle 1950 của Pháp
- Súng trường tấn công Kiểu 56 của Trung Quốc và Việt Nam
- Mosin-Nagant M1959 của Liên Xô
- AK-47 của Liên Xô
- AK-74 của Liên Xô
- AKMSU của Liên Xô
- AO-46 của Liên Xô
- AKS-74U của Liên Xô
- AG-043 của Liên Xô
- Zastava M92 của Nam Tư

### Hiện nay
- AK-102 của Nga
- AK-104 của Nga
- AK-105 của Nga
- M4A1 của Hoa Kỳ
- HK G36K của Đức
- DESERT TECH MDRX MICRON của Hoa Kỳ